# Mögöl (Björsäters socken, Östergötland)
Mögöl är en sjö i Åtvidabergs kommun i Östergötland och ingår i Söderköpingsåns huvudavrinningsområde.